# Sint-Rumolduskerk (Steenokkerzeel)

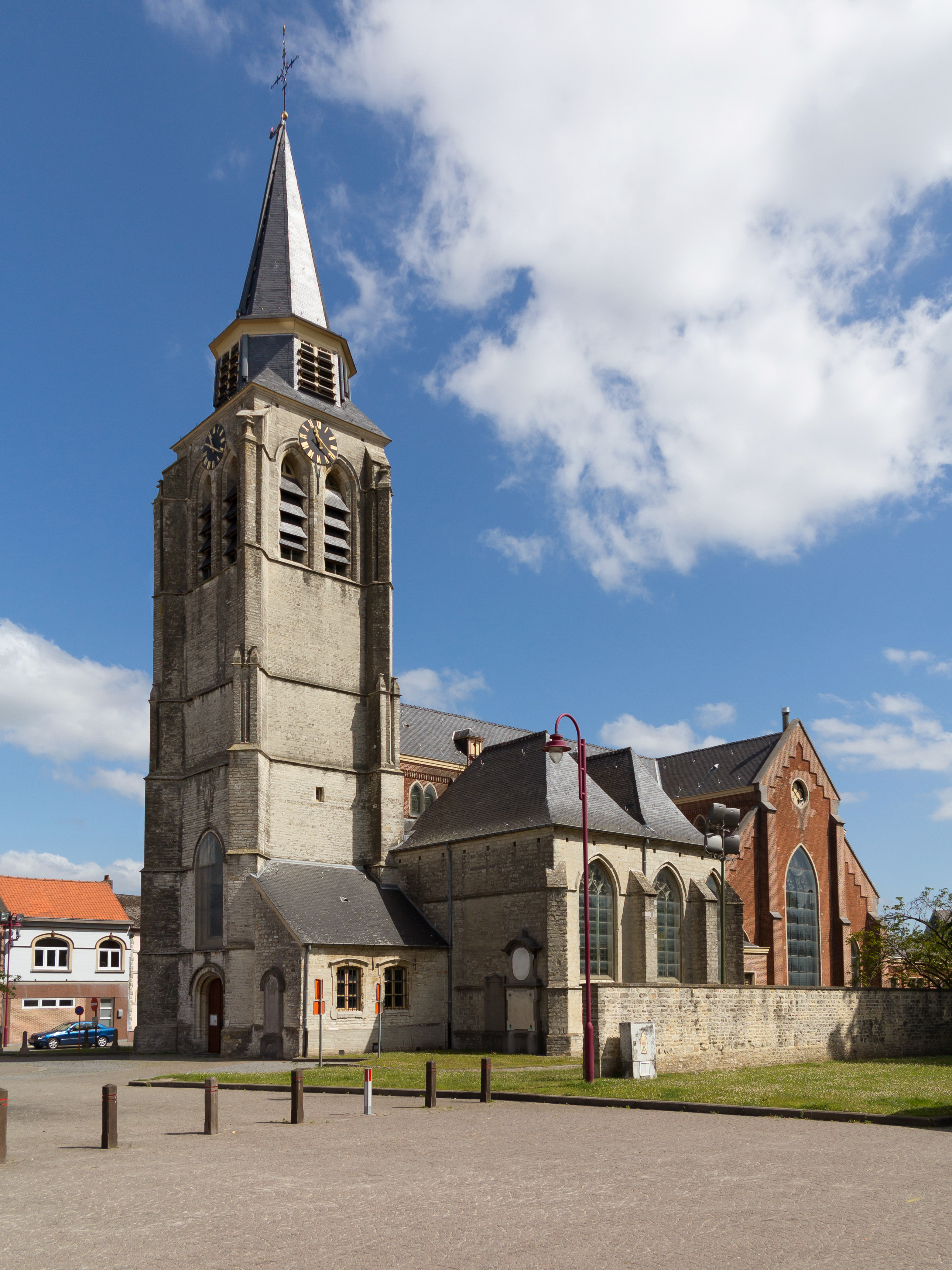
De kerk in 2015

De Sint-Rumolduskerk van de Vlaams-Brabantse plaats Steenokkerzeel is een rooms-katholieke parochiekerk gewijd aan de heilige Rombout. Het schip is neogotisch, de toren en de Sint-Bernarduskapel zijn ouder.

## Geschiedenis
Vanaf de 10e eeuw had Steenokkerzeel een romaanse kerk. Ze werd in de 16e eeuw op grotere schaal herbouwd in laatgotische stijl. In 1860 greep een neogotische transformatie plaats. Het kerkhof werd opgeheven in 1882. De piramidevormige torenspits werd in 1923 vervangen door een naaldspits met beiaardkamer, maar de Duitsers verwijderden deze in 1941 omwille van hun vliegbasis Melsbroek. In 1986 kreeg de kerk een nieuwe torenspits.

## Toren
De voorgebouwde westtoren uit de 16e eeuw is vierkant bouwwerk in witte zandsteen. Het telt zes geledingen en wordt gestut door overhoekse steunberen versierd met pinakels. De torenkap is naoorlogs. Aan de noordkant van de toren bevindt zich een stenen wenteltrap. Tegen de zuidgevel is in de 18e eeuw een doopkapel onder lessenaarsdak aangebouwd.

## Interieur
Het meubilair van de Sint-Rumolduskerk omvat een renaissancekansel van de houtsnijder Jacob van Brussel uit 1619 (trap uit 1835), twee 17e-eeuwse barokaltaren en koorbanken uit 1771. Het renaissance-orgel van Hans Goltfuss heeft een orgelkast van Michiel van der Meren uit 1635. Er is een doksaal en grafstenen van Willem van Cotereau en Jan van Hamme († 1403).

## Sint-Bernarduskapel
Aan de kerk was vanaf 1576 een broederschap verbonden, gewijd aan Bernardus van Clairvaux. De broeders lieten in de 17e eeuw een kapel optrekken, deels gebouwd in dezelfde steen als de toren, onder een dubbel schilddak. Een sluitsteen van de kruisribgewelven draagt het jaartal 1629. Binnenin de kapel bevindt zich een barok memoriaal voor pastoor Grietens, waarin een schilderij Maagdschap van Maria uit ca. 1526 is opgenomen, toegeschreven aan Cornelis van Coninxloo. De Lactatie van Sint-Bernardus in het altaar wordt toegeschreven aan Gaspar de Crayer.